# Алиев, Васиф Иззет оглы
Васиф Иззет оглы Алиев (азерб. Əliyev Vasif İzzət oğlu; род. 21 сентября 1941 году, Астара, Азербайджанская ССР) — государственный и политический деятель. Депутат Милли меджлиса Азербайджанской Республики III. Доктор технических наук, профессор. 

## Биография
Родился Васиф Алиев 21 сентября 1941 году в городе Астара, ныне Республики Азербайджан. После окончания школы поступил и успешно прошёл обучение на факультете машин и оборудования нефтяных и газовых месторождений Азербайджанского государственного института нефти и химии. В дальнейшем защитил диссертацию на соискание степени доктора технических наук. Являлется заслуженным инженером. Автор 1 монографии, 3 книг и 36 статей. Имеет 7 изобретений и 3 патента. В совершенстве владеет русским и английским языками.
С 1963 года работал слесарем, механиком, начальником газокомпрессорной станции, заместителем начальника газокомпрессорного цеха, главным инженером, с 1973 года-начальником цеха на НГДУ «Гарадагнефть». Затем работал начальником механизированного подвижного отряда на «Azərqaznəqliyyat». С 1977 года работал инженером-механиком по блоку на азербайджанском газоперерабатывающем заводе, с 1978 года — инженер на НГДУ «Нефтяные Камни». В дальнейшем был назначен на должность заместителя начальника газокомпрессорного цеха. С 1980 года работал старшим инженером, начальником отдела Производственного объединения «Xəzərdənizneftqazsənaye». С 2000 по 2005 годы был начальником департамента координации стратегических проблем нефти и газа ГНКАР.
Член Партии «Новый Азербайджан».
6 ноября 2005 года избран депутатом Национального собрания III созыва по избирательному округу № 77 в города Астара. Был членом Постоянной комиссии Милли Меджлиса по вопросам природных ресурсов, энергетики и экологии. Член рабочих групп по межпарламентским связям Азербайджан-Беларусь, Азербайджан-Ирак, Азербайджан-Македония, Азербайджан-Сирия.
В 2014 году удостоен Персональной стипендии Президента Азербайджанской Республики.
Женат, имеет троих детей.